# Boffalora d’Adda
Boffalora d’Adda ist eine Gemeinde mit 1744 Einwohnern (Stand 31. Dezember 2023) in der Provinz Lodi in der italienischen Region Lombardei.

## Ortsteile
Im Gemeindegebiet liegt neben dem Hauptort der Wohnplatz Roncadello.